# Gradius: The Slot
Gradius: The Slot (グラディウス・ザ・スロット Guradiusu za surotto?) es una máquina tragaperras (pachislot) ambientada en la franquicia Gradius y desarrollada por la división de Konami llamada KPE (Konami Parlor Entertainment). Comenzó a publicarse en el julio del año 2011, únicamente en Japón.

## Personajes
- Ace
- Minerva
- Magellan
- Juneau
- Vesta
- Diana
- Brute
- R-EX

## Armas
- Vic Viper
- Lord British
- Great Minerva